# Jens Klüber
Jens Klüber (* 1967 in Darmstadt) ist ein deutscher Filmeditor.
Klüber machte eine Ausbildung zum Schnittassistenten beim Süddeutschen Rundfunk in Stuttgart und ist seit 1994 als Editor tätig. Er wurde 1999 mit dem Deutschen Fernsehpreis für den Schnitt von Operation Noah geehrt, und 2002 mit dem Bayerischen Fernsehpreis für Ratten – Sie werden dich kriegen! 2013 für Der Turm (2-teilig) durch die Deutsche Akademie für Fernsehen – jeweils in der Kategorie Bester Schnitt.

## Filmografie (Auswahl)
- 1998: Operation Noah
- 2001: Ratten – Sie werden dich kriegen!
- 2001: Mein Bruder der Vampir
- 2002: Der Wannsee-Mörder
- 2004: Das Blut der Templer
- 2007: Mein Mörder kommt zurück
- 2009: Es kommt der Tag
- 2009: Der verlorene Sohn
- 2010: Go West – Freiheit um jeden Preis
- 2011: Die Unsichtbare
- 2012: Der Turm
- 2013: Westen
- 2014: Bornholmer Straße
- 2016: Die Pfeiler der Macht
- 2016: Die Täter – Heute ist nicht alle Tage
- 2016: Paula
- 2018: Bad Banks
- 2019: Deutschstunde
- 2019: Die Neue Zeit (Fernsehserie, 6 Folgen)
- 2020: 8 Zeugen, Miniserie
- 2021: Je suis Karl
- 2021: München – Im Angesicht des Krieges
- 2022: Der König von Palma (Fernsehserie, 6 Folgen)
- 2023: Sam – Ein Sachse (Fernseh-Siebenteiler)
- 2025: Rosenthal